# Andy Rouse
Andrew „Andy” Rouse (ur. 2 grudnia 1947 w Dymock) – brytyjski kierowca wyścigowy.

## Życiorys
Rouse rozpoczął karierę w międzynarodowych wyścigach samochodowych w 1971 roku od startów w Brytyjskiej Formule Ford 1600 BRSCC. Z dorobkiem jedenastu punktów uplasował się tam na trzynastej pozycji w klasyfikacji generalnej. W późniejszych latach Brytyjczyk pojawiał się także w stawce European Touring Car Championship, British Saloon Car Championship, Brytyjskiej Formuły Atlantic, Brytyjskiej Formuły Atlantic BRSCC, World Challenge for Endurance Drivers, World Championship for Drivers and Makes, FIA World Endurance Championship, 24-godzinnego wyścigu Le Mans, British Touring Car Championship, World Touring Car Championship, Tooheys 1000, Australian Endurance Championship oraz FIA Touring Car Challenge.